# 塞雷索
塞雷索，是西班牙埃斯特雷马杜拉卡塞雷斯省的一个市镇。总面积18平方公里，
2001年普查人口總數為211人，人口密度為每平方公里12人。